# Hà Nam, Ninh Bình
Hà Nam là một phường thuộc tỉnh Ninh Bình, Việt Nam.

## Địa lý
Hà Nam nằm cách phường Hoa Lư - trung tâm tỉnh lỵ Ninh Bình 43 km về phía Bắc, có vị trí địa lý:
- Phía bắc giáp phường Duy Hà.
- Phía đông giáp phường Tiên Sơn.
- Phía tây giáp các phường Kim Thanh, Kim Bảng và Phù Vân.
- Phía nam giáp phường Phủ Lý và phường Liêm Tuyền.

Phường Hà Nam	có diện tích:	29,98	km², 	dân số:	33.343	người, mật độ dân số: 	1112	người/km². 	Đây là đơn vị có diện tích xếp thứ:	43	, số dân xếp thứ: 	50	và mật độ dân số xếp thứ: 	70	ở Ninh Bình.	
Phường này nằm trên quốc lộ 1A, 21B, Đường cao tốc Bắc – Nam. 

## Lịch sử
Theo Nghị quyết số 1674/NQ-UBTVQH15 ngày 16/6/2025 về sắp xếp các đơn vị hành chính cấp xã của tỉnh Ninh Bình năm 2025, Sắp xếp toàn bộ diện tích tự nhiên, quy mô dân số của phường Lam Hạ, phường Tân Hiệp, một phần diện tích tự nhiên, quy mô dân số của phường Quang Trung (thành phố Phủ Lý), phần còn lại của phường Hoàng Đông và phần còn lại của phường Tiên Nội, xã Tiên Ngoại thành phường mới có tên gọi là phường Hà Nam.